# 大中臣是直
大中臣 是直（おおなかとみ の これなお、生没年不詳）は、平安時代前期の貴族。氏姓は大中臣朝臣。

## 経歴
清和朝の貞観6年（864年）民部少丞で従五位下に叙され、のち安芸介に任じた。
貞観12年（870年）賀茂御祖別雷両社使と見え、陽成朝初頭の貞観18年（876年）散位で伊勢奉幣使となった。

## 官歴
『日本三代実録』による。
- 時期不詳：民部少丞
- 貞観6年（864年） 1月7日：従五位下、1月16日：安芸介
- 貞観12年（870年）11月17日：見賀茂御祖別雷両社使
- 貞観18年（876年）12月17日：見散位。伊勢奉幣使

## 系譜
「中臣氏系図」（『群書類従』巻第62所収）による。
- 父：大中臣伯麻呂
- 母：不詳